# Хейс, Александр
Александр Хейс (Alexander Hays) (8 июля 1819 — 5 мая 1864) — американский кадровый военный, участник мексиканской войны, генерал федеральной армии в годы гражданской войны. Во время сражения при Геттисберге возглавил дивизию, которая участвовала в отражении атаки Пикета.

## Ранние годы
Хейс родился во Франклине (Пенсильвания) в семье Самуэля Хейса, конгрессмена и генерала Пенсильванского ополчения. Он обучался в Эллени-Колледже, а затем в 1840 году перевёлся в военную академию Вест-Пойнт. Он окончил её 20-м по успеваемости в выпуске 1844 года. Среди его однокурсников были будущие генералы Плезонтон и Уинфилд Хэнкок. Он так же был близким другом Улисса Гранта, который окончил академию годом ранее. После академии Хейс был зачислен в 4-й пехотный полк во временном звании второго лейтенанта.
В 1844 - 1845 он служил на фронтире в Луизиане, 18 июня 1845 года получил звание второго лейтенанта 8-го пехотного полка, а когда началась мексиканская война был направлен в Мексику и участвовал в сражении при Пало-Альто и при Ресаке в мае 1846 года. За проявленную храбрость Хейс получил временное звание первого лейтенанта. В сентябре 1847 года он участвовал в сражении при Умантла, в октябре - при Атликско, а 12 апреля 1848 года уволился из армии.

## Гражданская война
Когда началась Гражданская война, Хейс участвовал в формировании 12-го Пенсильванского полка и в апреле стал его майором, но уже в мае вернулся в  регулярную армию и стал капитаном 16-го пехотного полка. В августе он участвовал в формировании 63-го Пенсильванского полка, и 25 августа 1861 года стал его полковником. В марте 1862 года его полк был отправлен на Вирджинский полуостров и включён в бригаду Чарльза Джеймсона в составе III корпуса Потомакской армии.
Полк Хейса участвовал в сражениях при Йорктауне и при Уильямсберге, а 31 мая - в сражении при Севен-Пайнс. За это сражение и ряд последующих Хейс получил временное звание майора регулярной армии. Когда завершились бои на полуострове, полк Хейса был вместе с III корпусом переведен в северную Вирджинию, в Сентервилл. Здесь бригаду возглавил Джон Робинсон.
30 августа 1862 года (на второй день второго сражения при Булл-Ран) полк Хейса участвовал в наступлении дивизии Керни на позиции генерала Томаса Джексона. Во время этой атаки Хейс был тяжело ранен в ногу, из-за чего выбыл из строя на месяц и пропустил Мерилендскую кампанию. 29 сентября он вернулся в строй, но до лета 1863 года его полк простоял в укреплениях Вашингтона. В феврале Хейс стал бригадным командиром и ему поручили бригаду, сформированную из полков, попавших в плен в сражении при Харперс-Ферри и отпущенных по обмену. Это были четыре нью-йоркских полка:
- 39-й Нью-Йоркский пехотный полк
- 111-й Нью-Йоркский пехотный полк
- 125-й Нью-Йоркский пехотный полк
- 126-й Нью-Йоркский пехотный полк

28 июня 1863 года Хейс возглавил 3-ю дивизию II корпуса Потомакской армии (сдав бригаду Джорджу Уилларду), вместо Уильяма Френча. Его дивизия состояла из трёх бригад:
- Бригада Самуэля Кэррола,
- Бригада Томаса Смита
- Бригада Джорджа Уилларда

Эта бригада приняла участие в сражении при Геттисберге. 2 июня бригада Уилларда была забрана из дивизии и участвовала в бою против наступающей миссисипской бригады Барксдейла, в бригада Кэрролла была отправлена на усиление корпуса Ховарда. 3 июля бригада Уилларда (под командованием Элиакима Шерилла) вернулась в дивизию, но из бригады Кэрролла присутствовал только 8-й Огайский полк. В таком составе дивизия Хейса участвовала в отражении атаки Пикетта. В этом бою дивизия потеряла 1291 человека: 20 офицеров и 218 человек убитыми, 75 офицеров и 912 рядовых ранеными, 1 офицер и 65 рядовых пропавшими без вести.
За храбрость, проявленную под Геттисбергом, Хейс получил временное звание полковника регулярной армии.
Дивизия Хейса участвовала в преследовании отступающей Северовирджинской армии, затем в сражениях осени 1863 года - в частности, в сражении при Бристо-Стейшен и в сражении при Майн-Ран. 
6-7 февраля дивизия Хейса участвовала в сражении при Мортонс-Форд, которое завершилось неудачно для федеральной армии и стали распространяться слухи, что Хейс злоупотреблял алкоголем во время сражения. 
Весной 1864 года Потомакская армия была реорганизована и Хейс был переведен на бригадное командование (в дивизии Дэвида Бирни). Эта бригада состояла из 9-ти полков.
- 4-й Мэнский пехотный полк: полковник Элия Уокер
- 17-й Мэнский пехотный полк: полковник Джордж Вест
- 3-й Мичиганский пехотный полк: полковник Байрон Пирс
- 5-й Мичиганский пехотный полк: подполковник Джон Палфорд
- 93-й Нью-Йоркский пехотный полк: полковник Джон Крокер
- 57-й Пенсильванский пехотный полк: полковник Питер Сайдс
- 63-й Пенсильванский пехотный полк: подполковник Джон Дэнкс
- 105-й Пенсильванский пехотный полк: полковник Кэльвин Крейг
- 1-й снайперский полк: май. Чарльз Маттокс

Хейс принял участие в Оверлендской кампании и был убит 5 мая 1864 года во время сражения в Глуши.